# Vésicule (lésion)
Pour les articles homonymes, voir vésicule.

Vésicule et bulle.

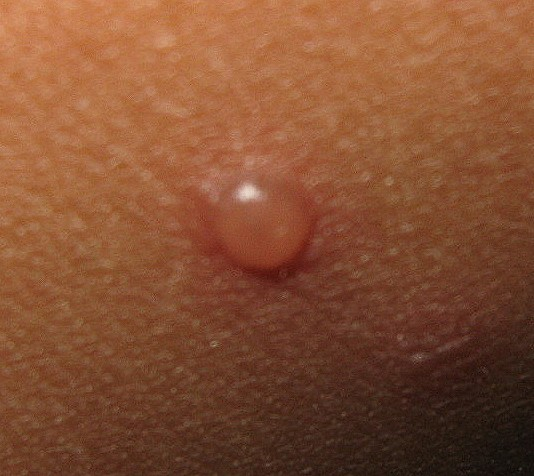
Vésicule lors d'une varicelle.

Une vésicule (cutanée) est une lésion non inflammatoire de la peau, élévation circonscrite de l'épiderme, due à une collection de liquide clair contenu dans une cavité néo-formée, de volume variable mais petit (1  à   3 mm de diamètre).

## Définition
- Une vésicule cutanée est une lésion élémentaire cutanée translucide due à la formation d'une cavité de petite taille (1  à   3 mm) dans la peau. Cette lésion se traduit cliniquement par un petit soulèvement hémisphérique saillant sur le reste du tégument.
- Elle est transitoire et une sérosité (liquide clair) s'en écoule lors de sa rupture ou à l'aide d'un vaccinostyle.
- Elle laisse des ulcérations et des croûtelles. Elle est habituellement intra-épidermique, secondaire à l'œdème (intercellulaire ?) et à la spongiose (cellulaire ?) ou à la nécrose des kératinocytes.
- Elle peut être sous-épidermique.

## Histologie
Les vésicules résultent :
- soit d'un œdème du corps muqueux (la spongiose) qui dissocie les kératinocytes et forme ainsi une cavité (eczéma) ; cette cavité est parfois multiloculaire ;
- soit d'une dégénérescence et d'une nécrose des cellules malpighiennes (infections virales) ;
- soit d'un décollement dermo-épidermique par une collection de sérosité sous-épidermique.

## Causes
liste à compléter
1. Eczéma nummulaire
2. Prurigo
3. Viroses :
  1. Herpes simplex virus (HSV) responsable de l'herpès ;
  2. Virus varicelle-zona responsable du zona et de la varicelle ;
  3. Virus Coxsackie A responsable de l'herpangine ou du syndrome pieds-mains-bouche.
4. Dermatite herpétiforme.

## Diagnostics différentiels
Le vocabulaire médical de dermatologie distingue théoriquement la vésicule cutanée de :
1. La bulle : la bulle est plus volumineuse que la vésicule ; une affection vésiculeuse peut devenir bulleuse lorsque le décollement intra épidermique s'étend par coalescence des vésicules ;
2. La pustule : le contenu de la pustule est d'emblée purulent ; à noter qu'une vésicule peut évoluer en pustule ;
3. La papule : tantôt non liquidienne tantôt œdémateuse mais alors cet œdème n'est pas collecté même si son aspect translucide peut prêter à discussion ;
4. L'œdème : le liquide n'est pas collecté.